# محمد ترکاشوند
محمد ترکاشوند (زاده ۵ بهمن ماه ۱۳۵۵) اصالتاً از استان کرمانشاه، والیبالیست سابق تیم ملی والیبال مردان ایران است. او والیبال را از سن ۱۶ سالگی و با باشگاه بانک ملی تهران آغاز کرد و بعد تصمیم گرفت به باشگاه فتح تهران برود. بنا به سفارش دبیر ورزش خود به تیم والیبال شهرداری کرج پیوست و استارت والیبال را در آنجا زد. او زیر نظر احمد اطقیانی که جزو والیبالیست‌های کشور محسوب می‌شد این رشته را رسماً شروع کرد. از او به عنوان ستاره سابق تیم ملی و از اسطوره‌های ورزشی ایران یاد می‌شود. 
ترکاشوند اسپوکر قهار صنام و تیم ملی از خوش‌اخلاق‌ترین والیبالیست‌های ایران محسوب می‌شد. او افتخارات زیادی را در صحنه‌های بین‌المللی به دست آورده از جمله نایب قهرمانی بازی‌های آسیایی بوسان و سومی جام ملت‌های آسیا در چین و راهیابی به مسابقات جهانی ژاپن، ترکاشوند به همراه تیم ملی دو بار در مسابقات جهانی در رده جوانان نیز حضور داشته‌است.
ترکاشوند در سال‌های حضور در تیم صنام به عنوان ۱۰ ورزشکار برتر سال معرفی شد و در لیگ سال ۱۳۸۰ والیبال کشور به همراه این تیم به مقام قهرمانی رسید. ترکاشوند پس از مربیگری در پرسپولیس از والیبال خداحافظی کرد. وی در سال ۱۳۹۴ به عنوان سرمربی تیم شهرداری ورامین انتخاب شد و در سال ۱۳۹۷ جانشین پیمان اکبری در پیکان شد.
ترکاشوند در ابتدای فصل ۱۴۰۳-۱۴۰۴ لیگ برتر والیبال ایران، به عنوان سرمربی سایپا انتخاب شد.وی در پی نتایج ضعیف سایپا در فصل ۱۴۰۳-۱۴۰۴، از سمت خود به عنوان سرمربی این تیم برکنار شد و جای خود را به عادل غلامی داد.

## دست‌آوردهای فردی
- ۲ سال پیاپی به عنوان بهترین اسپکر قهرمانی باشگاه‌های آسیا
- بهترین سرویس زن - تورنمنت جام شیخ زاهد